# 西濠二马路

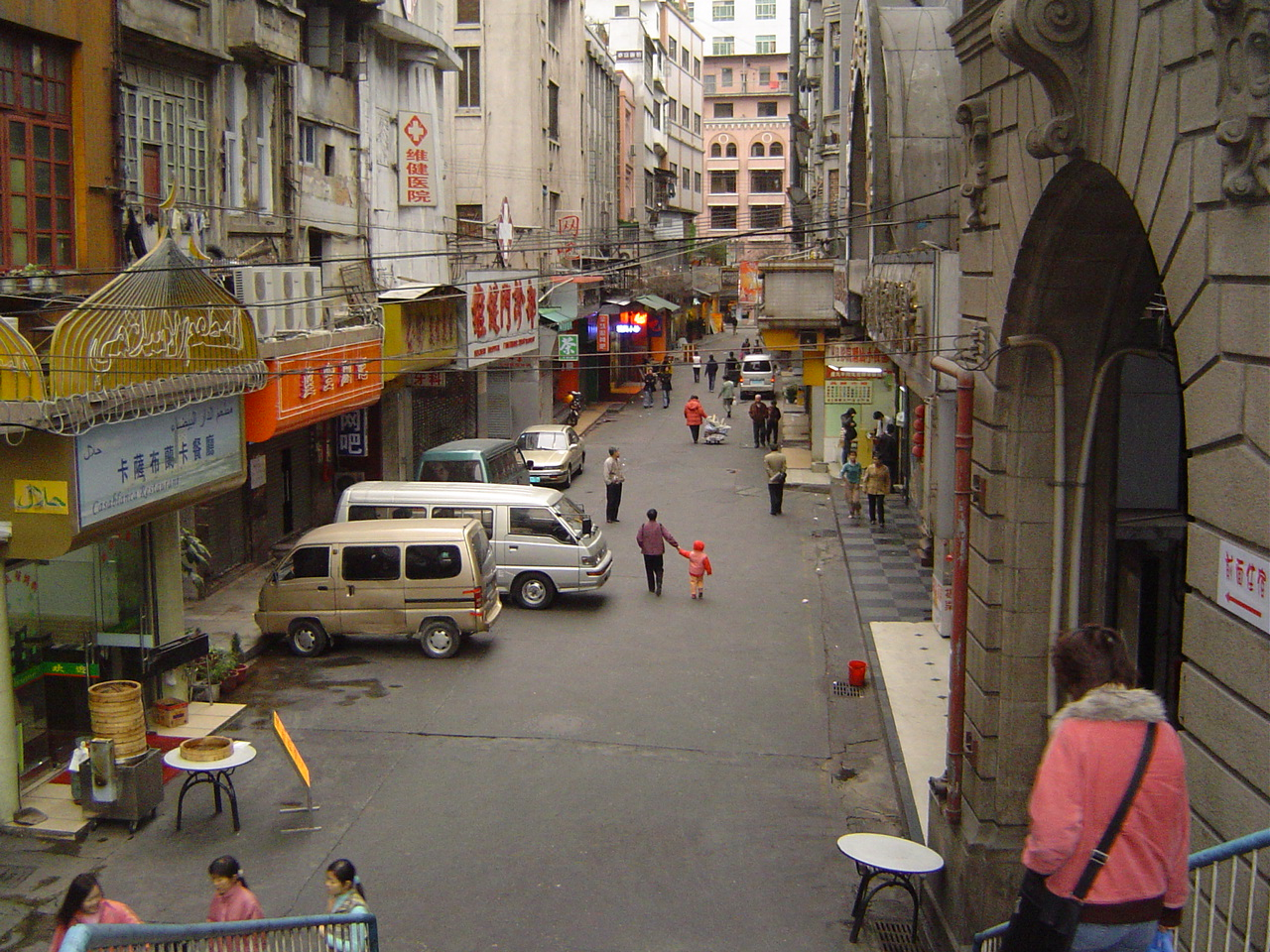
西濠二馬路

西濠二马路位于中国广州市越秀区，东起仁济路、西至人民南路，长125米、宽9米，于1921年建成，因是西濠口的第二条马路而得名。地处人民南的商业中心区，有西濠电影院、新亚大酒店等，集商业、住宿、娱乐为一体的街道，两旁有众多餐饮店铺通宵营业，曾经是夜广州的代表地区之一，现已衰落。路上曾有廣州第一間24小時營業的酒樓－人人菜館，內設有音樂茶座。